# The Paliser Case
The Paliser Case er en amerikansk stumfilm fra 1920 af William Parke.

## Medvirkende
- Pauline Frederick som Cassy Cara
- Albert Roscoe som Lennox
- James Neil som Cara
- Hazel Brennon som Margaret Austen
- Kate Lester som Mrs. Austen
- Carrie Clark Ward som Tambourina
- Warburton Gamble som Monty Paliser
- Alec Francis
- Eddie Sutherland som Jack Menzies
- Tom Ricketts som Major Archie Phipps
- Virginia Foltz som Mrs. Colquhuon